# Chiromantes ryukyuanum
Chiromantes ryukyuanum is een krabbensoort uit de familie van de Sesarmidae. De wetenschappelijke naam van de soort is voor het eerst geldig gepubliceerd in 2008 door Naruse & Ng.